# Seznam vietnamskih generalov
Seznam vietnamskih generalov.

## A
- An Duong Vuong

## D
- Duong Van Nhut

## N
- Ngo Quang Truong
- Nguyen Cao Ky
- Nguyen Khanh

## T
- Tran Hung Dao
- Tran Thien Khiem
- Tran Van Tra

## V
- Van Tien Dung
- Vo Nguyen Giap